# Atlanta peronii
Atlanta peronii är en snäckart som beskrevs av Charles Alexandre Lesueur 1817. Atlanta peronii ingår i släktet Atlanta och familjen Atlantidae. Inga underarter finns listade i Catalogue of Life.